# Melanargia transcaspica
Melanargia transcaspica är en fjärilsart som beskrevs av Staudinger-rebel 1901. Melanargia transcaspica ingår i släktet Melanargia och familjen praktfjärilar. Inga underarter finns listade i Catalogue of Life.